# 山口治郎
山口 治郎（やまぐち じろう、1919年（大正8年）6月13日 - 2008年（平成20年）2月7日）は、平成時代前期の政治家。埼玉県行田市長。

## 経歴
埼玉県北埼玉郡忍町（現行田市）出身。青年学校卒業。行田市消防長、助役などを経て、1991年（平成3年）5月、行田市長に当選し、3期12年務めた。ものつくり大学の誘致や総合体育館グリーンアリーナの開設、道路交通網や上下水道の整備などに尽力した。
2008年（平成20年）2月7日、急性心不全により死去した。死没日をもって従四位に叙される。